# Wiewiórczak
Wiewiórczak (Callosciurus) – rodzaj ssaków z podrodziny wiewiórczaków (Callosciurinae) w obrębie rodziny wiewiórkowatych (Sciuridae).

## Rozmieszczenie geograficzne
Rodzaj obejmuje gatunki występujące w południowo-wschodniej Azji.

## Morfologia
Długość ciała (bez ogona) 148–291 mm, długość ogona 110–251 mm; masa ciała 134–403 g.

## Systematyka
Rodzaj zdefiniował w 1867 roku angielski zoolog John Edward Gray w artykule zatytułowanym Diagnoza azjatyckich wiewiórek (Sciuridae) w kolekcji Muzeum Brytyjskiego, opisująca jeden nowy rodzaj i kilka nowych gatunków, opublikowanym w czasopiśmie „The Annals and magazine of natural history”. Gray wymienił trzy gatunki – Sciurus rufogularis J.E. Gray, 1842 (= Sciurus prevostii A.G. Desmarest, 1822), Sciurus rafflesii Vigors & Horsfield, 1829 i Macroxus sarawakensis J.E. Gray, 1867 – nie wskazując gatunku typowego; gatunkiem typowym jest (późniejsze oznaczenie) Sciurus rufogularis J.E. Gray, 1842 (= Sciurus prevostii Desmarest, 1822) (wiewiórczak trójbarwny).

### Etymologia
- Callosciurus: gr. καλλος kallos ‘piękno’, od καλος kalos ‘piękny’; rodzaj Sciurus Linnaeus, 1758 (wiewiórka)[13].
- Baginia: indonezyjska nazwa Bajing dla wiewiórczaka orientalego[14]. Gatunek typowy (oznaczenie monotypowe): Sciurus plantus Ljungh, 1801 (= Sciurus notatus Boddaert, 1785).
- Erythrosciurus: gr. ερυθρος eruthros ‘czerwony’; rodzaj Sciurus Linnaeus, 1758 (wiewiórka)[15]. Gatunek typowy: Gray wymienił dwa gatunki – Sciurus siamensis[b] J.A. Gray, 1860 i Sciurus ferrugineus F. Cuvier, 1829[c] – nie wskazując gatunku typowego; gatunkiem typowym jest (późniejsze oznaczenie)[12] – Sciurus ferrugineus F. Cuvier, 1829.
- Heterosciurus: gr. ἑτερος heteros ‘inny’; rodzaj Sciurus Linnaeus, 1758 (wiewiórka)[16]. Gatunek typowy (oznaczenie oryginalne): Sciurus erythraeus Pallas, 1779
- Tomeutes: gr. τομευς tomeus ‘nóż szewski’[5]. Gatunek typowy (oznaczenie oryginalne): Sciurus lokroides[d] B.H. Hodgson, 1836.
- Hessonoglyphotes: gr. ησσων hessōn ‘mniej’; γλυφις gluphis, γλυφιδος gluphidos ‘dłuto’, od γλυφω gluphō ‘grawerować’[6]. Gatunek typowy (oznaczenie oryginalne): Glyphotes (Hessonoglyphotes) canalvus J.C. Moore, 1959 (= Sciurus notatus orestes O. Thomas, 1895).

### Podział systematyczny
Do rodzaju należą następujące gatunki:
| Grafika | Gatunek                      | Autor i rok opisu                                                         | Nazwa zwyczajowa            | Podgatunki         | Rozmieszczenie geograficzneref name="hin&inni" /> | Podstawowe wymiaryref name="hin&inni" />          | Status IUCN |
| ------- | ---------------------------- | ------------------------------------------------------------------------- | --------------------------- | ------------------ | --- | ------------------------------------------------- | ----------- |
|         | Callosciurus orestes         | (O. Thomas, 1895)                                                         | wiewiórczak borneański      | [15 podgatunków    | północne i zachodnie środkowe Borneo w Sabah i Sarawak (Malezja) i północno-zachodnim Kalimantanie (Indonezja); zakres wysokości: 1100–1700 m n.p.m. | DC: 14,8–15,3 cm DO: 13,9–15,7 cm MC: około 278 g | LC          |
|         | Callosciurus adamsi          | (Kloss, 1921)                                                             | wiewiórczak kropkouchy      | gatunek monotypowy | Malezja i Brunei: północne i zachodnie Borneo; zakres wysokości: do 900 m n.p.m. | DC: 15–17 cm DO: 14–16 cm MC: 134–150 g           | NT          |
|         | Callosciurus melanogaster    | (O. Thomas, 1895)                                                         | wiewiórczak czarnobrzuchy   | gatunek monotypowy | endemit Indonezji: Wyspy Mentawai (Siberut, Sipura, Północna i Południowa Pagai), na zachód od Sumatry | DC: około 21 cm DO: około 18 cm MC: około 292 g   | VU          |
|         | Callosciurus baluensis       | (Bonhote, 1901)                                                           | wiewiórczak kinabalski      | gatunek monotypowy | Malezja i Indonezja: północne i zachodnio-środkowe Borneo w Sabah, Sarawak i północno-zachodnim Kalimantanie; zakres wysokości: 300–1800 m n.p.m. | DC: 23–24 cm DO: 24–25 cm MC: około 370 g         | LC          |
|         | Callosciurus prevostii       | (A.G. Desmarest, 1822)                                                    | wiewiórczak trójbarwny      | gatunek monotypowy | Półwysep Malajski, Sumatra (wraz z wyspą Rupat), Borneo (z przybrzęznymi wyspami) oraz Wyspy Natuna i Wyspy Bangka i Belitung (Belitung); zakres wysokości: do 1200 m n.p.m. | DC: około 24 cm DO: około 23 cm MC: 353–403 g     | LC          |
|         | Callosciurus nigrovittatus   | (Horsfield, 1823)                                                         | wiewiórczak czarnopręgowany | 4 podgatunki       | Półwysep Malajski (wraz z wyspą Tioman), Sumatra, Jawa oraz Wyspy Tambelan | DC: 18,4–19,9 cm DO: 15,9–18,2 cm MC: 202–239 g   | LC          |
|         | Callosciurus notatus         | (Boddaert, 1785)                                                          | wiewiórczak orientalny      | 6 podgatunków      | Półwysep Malajski, Sumatra, Jawa, Borneo, Bali, Lombok i wiele przybrzeżnych wysp; zakres wysokości: około 1500 m n.p.m. | DC: 20–24 cm DO: 17,5–18,6 cm MC: 219–234 g       | LC          |
|         | Callosciurus pygerythrus     | (I. Geoffroy Saint-Hilaire, 1833)                                         | wiewiórczak siwobrzuchy     | 7 podgatunków      | wschodni Nepal, północno-wschodnie Indie, Bhutan, Bangladesz, Mjanma i południowa Chińska Republika Ludowa (Tybet oraz mała populacja w południowym Junnanie); zakres wysokości: około 1560 m n.p.m.                                                                                              | DC: 18,7–23 cm DO: 11–22 cm MC: 230–300 g         | LC          |
|         | Callosciurus phayrei         | (E. Blyth, 1856)                                                          | wiewiórczak birmański       | gatunek monotypowy | południowa Chińska Republika Ludowa (Junnan), wschodnia i południowa Mjanma (od górnego biegu rzeki Irawadi i rzeki Sittaung na wschód do rzeki Saluin) | DC: 21–24 cm DO: 20–25 cm MC: 258–377 g           | LC          |
|         | Callosciurus inornatus       | (J.E. Gray, 1867)                                                         | wiewiórczak ozdobny         | gatunek monotypowy | południowa Chińska Republika Ludowa (południowy Junnan), północny i wschodni Laos oraz północny i zachodni Wietnam; zakres wysokości: 160–2000 m n.p.m. | DC: około 29 cm DO: 17,6–21 cm MC: około 325 g    | LC          |
|         | Callosciurus caniceps        | (J.E. Gray, 1842)                                                         | wiewiórczak szarobrzuchy    | 5 podgatunków      | kontynentalna Tajlandia (na zachód do Mekongu i do okokoło 19º szerokości geograficznej północnej) oraz południowa Mjanma (na południe od rzeki Salween); być może Chińska Republika Ludowa i Laos                                                                                                | DC: 20,5–25,4 cm DO: 18,7–27,8 cm MC: 286–313 g   | LC          |
|         | Callosciurus concolor        | (E. Blyth, 1855)                                                          |                             | gatunek monotypowy | Półwysep Malajski w Tajlandii i Malezji od Malakki do Trang na zachodnim wybrzeżu i od środkowego Pahangu do Surat Thani na wschodnim wybrzeżu; zakres wysokości: do 1335 m n.p.m. | DC: około 23 cm DO: około 21,5 cm MC: brak danych | NE          |
|         | Callosciurus honkhoaiensis   | Son Truong Nguyen, Oshida, Phuong Huy Dang, Hai Tuan Bui & Motokawa, 2018 |                             | gatunek monotypowy | endemit Wietnamu: wyspa hòn Khoai | DC: około 17,5 cm DO: około 18 cm MC: około 152 g | NE          |
|         | Callosciurus quinquestriatus | (J. Anderson, 1871)                                                       | wiewiórczak samotny         | 2 podgatunki       | północna Mjanma i Chińska Republika Ludowa (północno-zachodni Junnan); zakres wysokości: około 1000 m n.p.m. | DC: około 20 cm DO: 18–21 cm MC: 258–315 g        | LC          |
|         | Callosciurus erythraeus      | (Pallas, 1779)                                                            | wiewiórczak rdzawobrzuchy   | 24 podgatunki      | północno-wschodnie Indie i Bhutan na wschód do Mjanmy, południowo-wschodniej Chińskiej Republiki Ludowej (wraz z wyspą Hajnan) i Tajwanu, na południe do Wietnamu, Tajlandii i półwyspowej Malezji; introdukowany w Japonii, Hongkongu, Europie i Argentynie; zakres wysokości: 200–3000 m n.p.m. | DC: 21–23 cm DO: 17,6–27 cm MC: 286–375 g         | LC          |
|         | Callosciurus finlaysonii     | (Horsfield, 1823)                                                         | wiewiórczak zmienny         | 16 podgatunków     | południowo-środkowa Mjanma, Tajlandia, Laos, Kambodża, południowy Wietnam (Delta Mekongu) i przybrzeżne wyspy; introdukowany w Singapurze, Japonii i północnych Włoszech | DC: 19,1–21 cm DO: 17,3–22 cm MC: około 278 g     | LC          |

Kategorie IUCN:  LC  – gatunek najmniejszej troski,  NT  – gatunek bliski zagrożenia,  VU  – gatunek narażony;  NE  – gatunki niepoddane jeszcze ocenie.